# Mário Calábria
Mário Calábria (Corumbá, 19 de julho de 1923 – ?, 28 de junho de 2012) foi um diplomata brasileiro. 
Desde 1946 o embaixador, que morava na Alemanha, guardou recortes e cartas que recebia. Com esses registros começou a escrever, em meados dos anos 90, suas memórias, no livro Memórias: de Corumbá a Berlim.
- 1945: Bacharel em Ciências Jurídicas e Sociais, pela Faculdade Nacional de Direito da Universidade do Brasil
- 15-12-1945: Cônsul de 3.a classe, por concurso.
- de 15-12-1945 a 31-12-1946 em exercício.
- 1945: Medalha Comemorativa do Centenário Barâo do Rio-Branco,
- Setembro de 1946: Fiscal das provas parciais de "Noções de Direito Constitucional" e de "Inglês", do Curso de preparação à carreira de Diplomata, do Instituto Rio-Branco.
- 1952: Membro da "Société de Legislation Comparée", Paris
- 1962: Cônsul-Geral do Brasil em Munique.
- 1964: Medalha Comemorativa do Centenário de Lauro Müller.
- 1974: Grande Oficial da Ordem do Rio Branco
- Secretário da Delegação do Brasil à Assembléia da O.N.U.,
- 1978 a 27 de outubro de 1985 Embaixador na DDR Estação Berlin-Pankow.